# Lac Shannon
Pour les articles homonymes, voir Shannon.
Le lac Shannon est un lac relevant du comté de Skagit, dans le Washington, aux États-Unis, sur la Baker, un des principaux affluents du fleuve le Skagit.

## Géographie

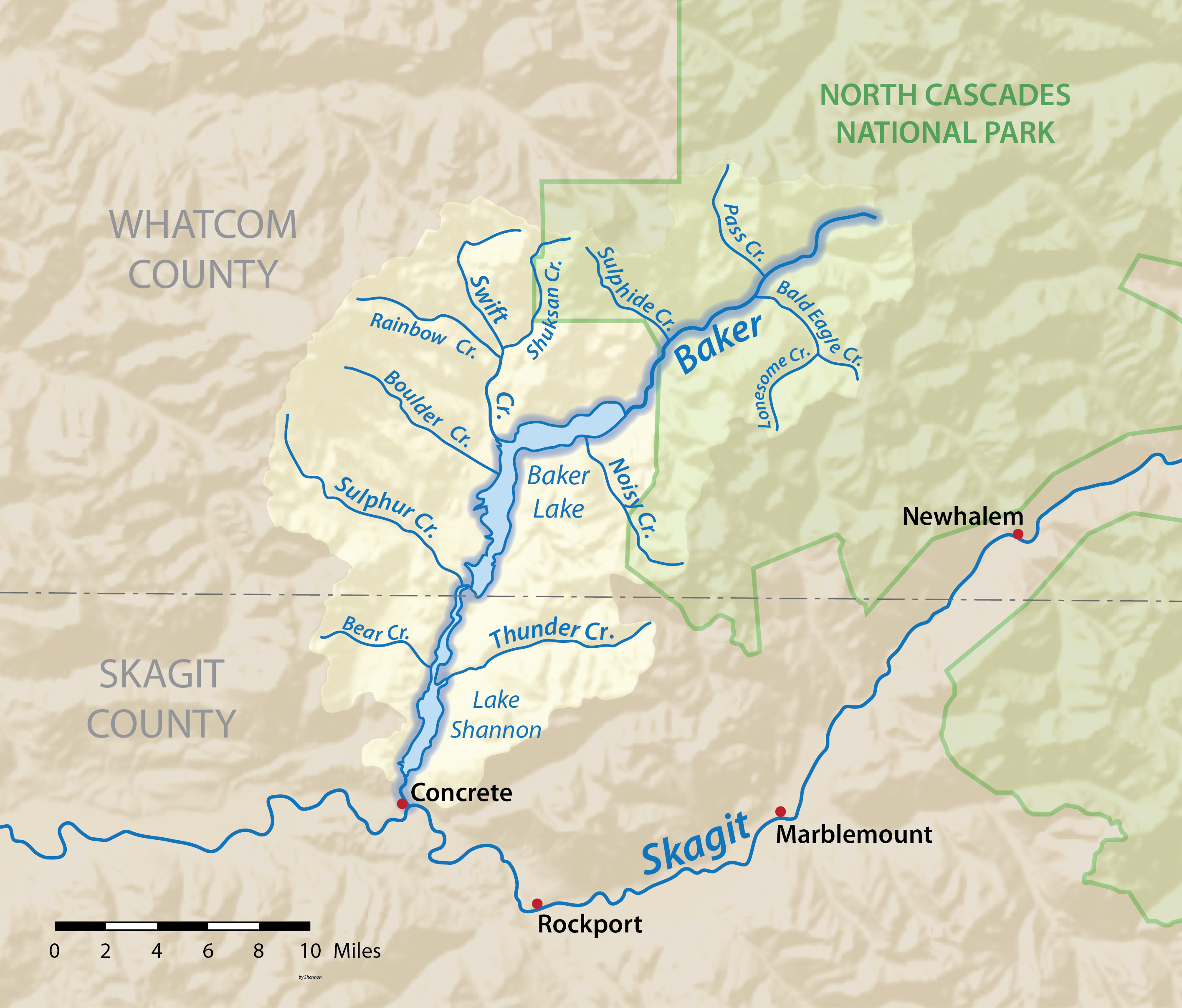
carte du lac Shannon sur le Baker.

Le lac Shannon est au sud du lac Baker sur le Baker, non loin de la confluence avec le fleuve Skagit.